# 铸造 (期刊)
《铸造》创刊于1952年，是中国大陆工程科技类月刊，编辑部位于辽宁省沈阳市。此刊物由沈阳铸造研究所主办。
《铸造》在2018年被中华人民共和国国家新闻出版广电总局新闻报刊司评为2017年全国“百强报刊”。